# دهستان مادرسلیمان
دهستان مادر سلیمان نام دهستانی در بخش هخامنش شهرستان پاسارگاد، استان فارس در ایران است. براساس سرشماری مرکز آمار ایران در سال ۱۳۸۵، جمعیت آن ۳۷۲۰ نفر (۸۸۶ خانوار) بوده‌است.